# A Hard Day's Night (албум)
A Hard Day's Night је трећи студијски албум Битлса, енглеске рок групе. Албум је објављен 10. јула 1964. године, а његова верзија за САД је објављена 26. јуна исте године.

## Песме
Страна А
1. „A Hard Day's Night” 2:34
2. „I Should Have Known Better” 2:43
3. „If I Fell” 2:19
4. „I'm Happy Just to Dance with You” 1:56
5. „And I Love Her” 2:30
6. „Tell Me Why” 2:09
7. „Can't Buy Me Love” 2:12

Страна Б
1. „Any Time at All” 2:11
2. „I'll Cry Instead” 1:45
3. „Things We Said Today” 2:35
4. „When I Get Home” 2:17
5. „You Can't Do That” 2:35
6. „I'll Be Back” 2:24

## Позиције на листама
| Листа (1964—1965)                | Позиција |
| -------------------------------- | -------- |
| Аустралија (Kent Music Report)   | 1        |
| Немачка (Offizielle Top 100)     | 1        |
| УК албуми (OCC)                  | 1        |
| Листа (1987)                     | Позиција |
| Холандија (Album Top 100)        | 20       |
| Листа (2009)                     | Позиција |
| Аустрија (Ö3 Austria)            | 66       |
| Белгија (Ultratop Flanders)      | 68       |
| Белгија (Ultratop Wallonia)      | 80       |
| Холандија (Album Top 100)        | 86       |
| Финска (Suomen virallinen lista) | 27       |
| Италија (FIMI)                   | 73       |
| Нови Зеланд (RMNZ)               | 28       |
| Португалија (AFP)                | 28       |
| Шпанија (PROMUSICAE)             | 61       |
| Шведска (Sverigetopplistan)      | 29       |
| Швајцарска (Schweizer Hitparade) | 60       |

## Чланови
- Џон Ленон — вокал, акустична гитара, соло гитара, ритам гитара, клавир, усна хармоника
- Пол Макартни — вокал, бас гитара, клавир
- Џорџ Харисон — вокал, соло гитара, акустична гитара
- Ринго Стар — бубњеви, перкусије

Остали
- Џорџ Мартин — клавир, продукција

## Додатни извори
- Badman, Keith (2001). The Beatles Off the Record. Omnibus Press.
- Hook, Chris (2. 5. 2005). „The "A Hard Day's Night" Chord – Rock's Holy Grail”. Архивирано из оригинала 31. 10. 2012. г.
- Lewisohn, Mark (1988). The Beatles Recording Sessions. New York: Harmony Books. ISBN 978-0-517-57066-1.
- Spignesi, Stephen J.; Lewis, Michael (2004). Here, There, and Everywhere: The 100 Best Beatles Songs. New York: Black Dog. ISBN 978-1-57912-369-7. „...after the unabashed more-or-less traditional pop rock of A Hard Day's Night and Help!...”
- Miles, Barry (1997). Paul McCartney: Many Years From Now (1st Hardcover изд.). Henry Holt & Company. ISBN 978-0-8050-5248-0.
- Collett-White, Mike (7. 4. 2009). „Original Beatles digitally remastered”. Reuters. Архивирано из оригинала 30. 11. 2009. г.
- „The 500 Greatest Albums of All Time”. Rolling Stone. 1. 11. 2003. Архивирано из оригинала 24. 10. 2010. г. Приступљено 16. 10. 2019.
- Sheff, David (2000). All We Are Saying: The Last Major Interview with John Lennon and Yoko Ono. New York, NY: St. Martin's Press. ISBN 978-0-312-25464-3.
- Stanley, Bob (2014). Yeah! Yeah! Yeah!: The Story of Pop Music from Bill Haley to Beyoncé. New York, NY: W.W. Norton. ISBN 978-0-393-24269-0.
- Unterberger, Richie (2009). „The Beatles Biography”. AllMusic. Приступљено 16. 10. 2019.
- Whitburn, Joel (2001). Top Pop Albums 1955–2001. Menomonee Falls, WI: Record Research.